# Tutufa bubo
Tutufa bubo is een tropische zeeslak uit de familie Bursidae. De wetenschappelijke naam van de soort is  gepubliceerd in 1758 door Linnaeus onder de naam Bursa bubo in de tiende editie van Systema naturae.

## Voorkomen
De soort leeft in de Indische Oceaan op rotsbodems en koraalriffen. Het is een carnivoor en kan tot 260 mm groot worden.